# ケイムホーム
ケイムホーム（Came Home、1999年3月29日 - 2021年7月8日）はアメリカ合衆国の競走馬。2002年のパシフィッククラシックステークスなど、重賞8勝（内G1競走3勝）を挙げた。
引退後はレーンズエンドファームで種牡馬となり、2007年には日本に輸出され、翌年から日本軽種馬協会（JBBA）の種馬場で供用された。日本での産駒には、インティ（フェブラリーステークス）、タガノトネール（武蔵野ステークス）、サウンドリアーナ（ファンタジーステークス）がいる。

## 経歴

### 競走馬時代
2001年（2歳）、6月にハリウッドパーク競馬場でデビューし、デビュー戦で初勝利を挙げた。続くハリウッドジュヴェナイルチャンピオンステークス (G3) を制し、重賞初勝利を挙げる。そしてホープフルステークスを制しG1初勝利を挙げたが、ブリーダーズカップジュヴェナイルでは、ヨハネスブルグらに敗れ7着だった。
2002年（3歳）、この年初戦のサンヴィセンテステークス (G2) とサンラファエルステークス (G2) を連勝し、サンタアニタダービー (G1) も制したが、ケンタッキーダービーではウォーエンブレムらに敗れ7着だった。その後はアファームドハンデキャップ (G3) 、スワップスステークス (G2) を連勝した。そしてパシフィッククラシックステークスを制しG1 3勝目を挙げたが、続くブリーダーズカップクラシックは10着と大敗し、このレースを最後に競走馬を引退することになった。

### 種牡馬時代
2003年（4歳）からレーンズエンドファームで種牡馬となった。
2007年（8歳）、10月31日に日本中央競馬会 (JRA) と購買契約が交わされたことが発表された。11月下旬に輸出され、日本到着後は輸入検疫を受けたあと、12月中旬に社団法人日本軽種馬協会に寄贈され、JBBA静内種馬場で繋養される。2008年の種付け頭数は当年の日高地区の種牡馬としては最多の175頭であったが、その後は下降している。
2017年10月、JBBA静内種馬場からJBBA九州種馬場へ移動。2018年よりJBBA九州種馬場にて種牡馬生活を送ることになった。2021年7月8日、繋養先のJBBA九州種馬場で8日夜、急性腹症のため死亡した。
日本国内で生産されたファーストクロップ馬の初出走および初勝利は、2011年5月29日に佐賀競馬場で行われた新馬戦「ルーキーステージ」で、ガルホームにより記録された。同年7月2日には函館競馬場で行われた2歳新馬戦をクールユリアが制し、JRA初勝利となった。2012年のファンタジーステークスでサウンドリアーナが優勝し、産駒のJRA重賞初制覇。

## おもな産駒
- 2004年産
  - C.P.West / シーピーウエスト（2007年ジムダンディステークス〈G2〉2着[1]）
  - ケイアイライジン（2009年プリンシパルステークス[10]、2012年報知グランプリカップ[11]。持込馬）
- 2005年産
  - Passion / パッション（2008年ラハブラステークス（英語版）〈G3〉[3]）
- 2009年産
  - ミスマルシゲ（2011年ひまわり賞）
  - ガルホーム（2011年九州ジュニアグランプリ[12]）
  - イッツガナハプン（2017年・2018年だるま夕日賞、2018年二十四万石賞）
- 2010年産
  - サウンドリアーナ（2012年ファンタジーステークス）
  - タガノトネール（2015年サマーチャンピオン、2016年武蔵野ステークス）[13]
- 2014年産
  - インティ（2019年フェブラリーステークス、東海ステークス）
  - タガノカピート（2019年園田FCスプリント）
- 2015年産
  - アイムホーム（2018年加賀友禅賞）
- 2017年産
  - タガノキトピロ（2022年九州クラウン）
- 2020年産
  - ネオシエル（2022年カペラ賞、2023年佐賀皐月賞、2025年九州クラウン、佐賀がばいスプリント）[14]

### 母の父としての主な産駒
GI級競走は太字で示す

#### グレード制重賞優勝馬
- 2018年産
  - アイコンテーラー（2023年JBCレディスクラシック）[15]

#### 地方重賞優勝馬
- 2016年産
  - リンノレジェンド（2019年黒潮盃、ダービーグランプリ、道営記念、2020年イヌワシ賞、2021年赤レンガ記念、瑞穂賞）：父トビーズコーナー[16]
- 2017年産
  - ナムラマホーホ（2021年・2023年名港盃、2021年ベイスプリント、東海菊花賞、2022年名古屋記念、マーチカップ）：父カレンブラックヒル[17]
- 2023年産
  - リュウノフライト（2025年リリーカップ）：父ホッコータルマエ[18]

## 血統表
| ケイムホームの血統        | ケイムホームの血統                           | ケイムホームの血統                           | （血統表の出典）                             | （血統表の出典） |
| 父系                      | ゴーンウェスト系（ミスタープロスペクター系） | ゴーンウェスト系（ミスタープロスペクター系） | ゴーンウェスト系（ミスタープロスペクター系） | [ § 2 ]          |
| 父 Gone West 1984 鹿毛    | 父の父Mr. Prospector 1970 鹿毛               | Raise a Native                               | Native Dancer                                | Native Dancer    |
| 父 Gone West 1984 鹿毛    | 父の父Mr. Prospector 1970 鹿毛               | Raise a Native                               | Raise You                                    |                  |
| 父 Gone West 1984 鹿毛    | 父の父Mr. Prospector 1970 鹿毛               | Gold Digger                                  | Nashua                                       | Nashua           |
| 父 Gone West 1984 鹿毛    | 父の父Mr. Prospector 1970 鹿毛               | Gold Digger                                  | Sequence                                     |                  |
| 父 Gone West 1984 鹿毛    | 父の母Secrettame 1978 栗毛                   | Secretariat                                  | Bold Ruler                                   | Bold Ruler       |
| 父 Gone West 1984 鹿毛    | 父の母Secrettame 1978 栗毛                   | Secretariat                                  | Somethingroyal                               |                  |
| 父 Gone West 1984 鹿毛    | 父の母Secrettame 1978 栗毛                   | Tamerett                                     | Tim Tam                                      | Tim Tam          |
| 父 Gone West 1984 鹿毛    | 父の母Secrettame 1978 栗毛                   | Tamerett                                     | Mixed Marriage                               |                  |
| 母 Nice Assay 1988 黒鹿毛 | 母の父Clever Trick 1976 黒鹿毛               | Icecapade                                    | Nearctic                                     | Nearctic         |
| 母 Nice Assay 1988 黒鹿毛 | 母の父Clever Trick 1976 黒鹿毛               | Icecapade                                    | Shenanigans                                  |                  |
| 母 Nice Assay 1988 黒鹿毛 | 母の父Clever Trick 1976 黒鹿毛               | Kankakee                                     | Better Bee                                   | Better Bee       |
| 母 Nice Assay 1988 黒鹿毛 | 母の父Clever Trick 1976 黒鹿毛               | Kankakee                                     | Golden Beach                                 |                  |
| 母 Nice Assay 1988 黒鹿毛 | 母の母*In Full View 1983 黒鹿毛              | Full Out                                     | Never Bend                                   | Never Bend       |
| 母 Nice Assay 1988 黒鹿毛 | 母の母*In Full View 1983 黒鹿毛              | Full Out                                     | Running Juliet                               |                  |
| 母 Nice Assay 1988 黒鹿毛 | 母の母*In Full View 1983 黒鹿毛              | Turn N'See                                   | Best Turn                                    | Best Turn        |
| 母 Nice Assay 1988 黒鹿毛 | 母の母*In Full View 1983 黒鹿毛              | Turn N'See                                   | See You Home F-No.21-a                       |                  |
| 母系(F-No.)               | 21号族(FN:21-a)                              | 21号族(FN:21-a)                              | 21号族(FN:21-a)                              | [ § 3 ]          |
| 5代内の近親交配           | Native Dancer4×5=9.38% Nasrullah5×5×5=9.38%  | Native Dancer4×5=9.38% Nasrullah5×5×5=9.38%  | Native Dancer4×5=9.38% Nasrullah5×5×5=9.38%  | [ § 4 ]          |
| 出典                      | 1. 2. 3. 4.                                  | 1. 2. 3. 4.                                  | 1. 2. 3. 4.                                  | 1. 2. 3. 4.      |